# 張吉 (成化進士)
張吉（1451年—1518年），字克脩，号翼斋，亦号默庵，一号怡窝，晚号古城，江西饒州府餘干縣人，民籍，明朝政治人物。

## 生平
成化十三年（1477年）丁酉科江西鄉試第四名舉人。成化十七年（1481年）中式辛丑科會試第二百八十名，二甲第二十六名進士。授工部主事。当时李孜省、僧继晓以左道得到明憲宗的宠信，张吉与兵部员外郎彭纲因弹劾他们被贬官，张吉贬为景东通判，遷肇庆府同知，筑堤防水灾，连绵三县，號为张公堤。升梧州府知府，弘治十三年二月升广西按察司副使、整饬府江等处兵备，正德元年（1506年）五月升本司按察使，二年二月升山东右布政使，四年正月轉广西左布政使，五月曾以银二千两贿赂刘瑾，被监察御史张禬告发，被降二级。任两浙盐运使，五年十一月升河南右参政，六年正月考察，以才力不及调用，二月调任广西左参政，七年五月升湖广按察使，十二月升贵州左布政使，以病致仕归，正德十三年卒于家。

## 著作
著有《三朝奏议》、《陆学订疑》、《贞观上断》诸集。

## 家族
曾祖張復新；祖父張逸安；父張時昊，母舒氏。永感下。子张僎，弘治十七年甲子科舉人，官兴化府通判。次子张俅，正德三年進士，官御史、知府。